# Чёрная (приток Лахости)
Чёрная — река в России, протекает в Комсомольском районе Ивановской области. Левый приток Лахости.

## География
Река Чёрная берёт начало в болоте Чёрная Грязь в районе деревни Исаково. Течёт на север через леса. Устье реки находится в 62 км по левому берегу реки Лахость. Длина реки составляет 16 км, площадь водосборного бассейна 245 км².
Правый приток Чёрноё — река Моркуша.

## Данные водного реестра
По данным государственного водного реестра России относится к Верхневолжскому бассейновому округу, водохозяйственный участок реки — Волга от Рыбинского гидроузла до города Кострома, без реки Кострома от истока до водомерного поста у деревни Исады, речной подбассейн реки — Волга ниже Рыбинского водохранилища до впадения Оки. Речной бассейн реки — (Верхняя) Волга до Куйбышевского водохранилища (без бассейна Оки).
Код объекта в государственном водном реестре — 08010300212110000011009.